# Constellation Observing System for Meteorology, Ionosphere, and Climate
Constellation Observing System for Meteorology, Ionosphere, and Climate (ou simplesmente COSMIC) é um programa Taiwanês-Norte americano, voltado a permitir avanços nas áreas de meteorologia, pesquisas ionosféricas, climatologia, e meteorologia do espaço usando satélites do sistema GPS em conjunto com uma constelação de satélites de sensoriamento remoto posicionados em órbita terrestre baixa (LEO).
A sigla "COSMIC" pode se referir tanto aos satélites individualmente, quanto à instituição que os gerencia, como também à constelação como um todo, que também é conhecida como FORMOSAT-3 (福爾摩沙衛星三號, em Tailandês).

## Visão geral
Essa constelação de satélites é um projeto conjunto entre Taiuan e Estados Unidos, tendo como principais participantes, a University Corporation for Atmospheric Research (UCAR), a National Science Foundation (NSF), o Naval Research Laboratory (NRL), o Air Force Research Laboratory (AFRL) do lado Norte americano e a National Space Organization (NSPO) do lado Tailandês.
O custo total do projeto é de US$ 100 milhões, 80% do qual disponibilizado pela NSPO, e o restante dividido entre as várias agências Norte americanas.
Depois de vários adiamentos, o lançamento da constelação de satélites COSMIC ocorreu em 15 de Abril de 2006 as 01:40 GMT usando como veículo de lançamento um Minotaur I a partir da Base da Força Aérea de Vandenberg, apesar de uma espessa neblina. Os satélites, que orbitam a uma altitude de 804,6 km, precisaram de mais de um ano para atingir as posições corretas para permitir a cobertura de todo o globo.

## Instrumentos

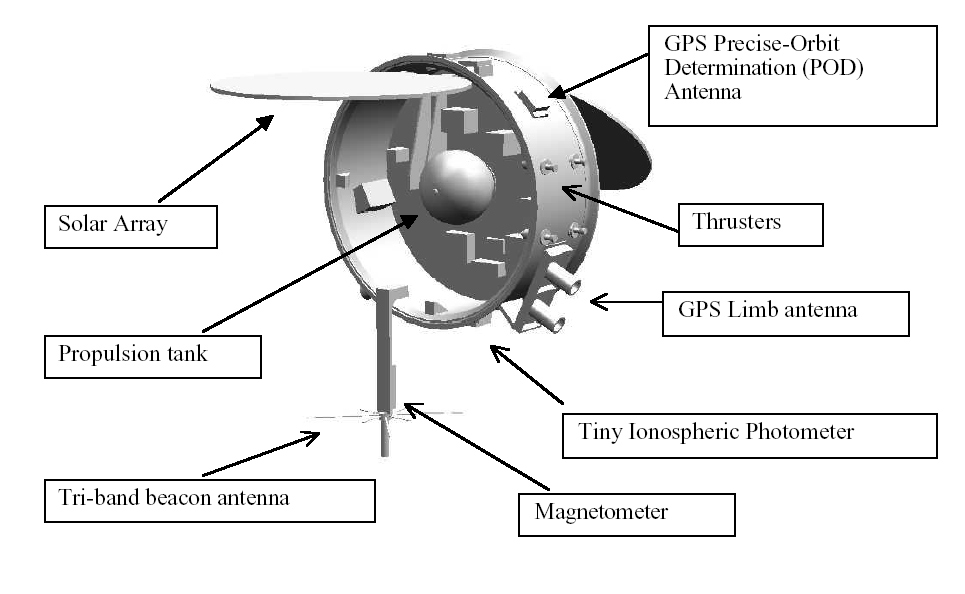
Componentes de uma satélite FORMOSAT-3 / COSMIC

Os satélites COSMIC são equipados com três tipos principais de instrumentos de sensoriamento remoto, incluindo:
- GPS Occultation Experiment
- Tri-band beacon (TBB)
- Tiny Ionospheric Photometer (TIP)

Fontes:

## A missão
Todos os seis microssatélites (FM1 a FM6), foram lançados num único veículo lançador e colocados numa única órbita de espera. Em seguida os satélites foram direcionados para planos orbitais separados, usando precessão devido ao simples fato de a Terra não ser um plano atingindo a altitude final da órbita planejada em alguns meses. Durante esse período de posicionamento, muitos dados científicos foram coletados e procedimentos experimentais de validação e calibração de posicionamento foram efetuados.

## Situação
Atualmente, apenas quatro dos microssatélites permanecem funcionais. O sistema de alimentação do FM2  perdeu 50% de sua capacidade em Fevereiro de 2007, enquanto o painel solar do FM3 também apresentou problemas desde Agosto de 2007. Como resultado, ambos os satélites trabalham de forma errática, sendo capazes de enviar dados apenas quando posicionados em ângulos específicos em relação ao Sol. O FM6 ficou fora de controle em Setembro de 2007, mas o controle foi restabelecido em 16 de Novembro do mesmo ano.
Em 6 de Julho de 2010, o FM3 teve pane geral no sistema de alimentação, e foi declarado inativo desde então. As baterias dos satélites FM4, FM5, e FM6 estão atingindo o limite de vida útil gerando falhas no abastecimento. Portando, hoje em dia, apenas o FM1 permanece completamente funcional.

## Informações orbitais

### Órbita de espera
- Altitude: 500 km
- Inclinação: 72°
- Excentricidade: 0°

### Órbita final
- Altitude: 700 – 800 km
- Inclinação: 72°
- Excentricidade: 0°
- Espaço entre da longitude do nó ascendente do satélite a direita: 24°
- Espaçamento na anomalia média entre planos orbitais adjacentes: 45°